# Фрейшієл
Фрейшієл (порт. Freixiel; МФА: [fɾɐj.ʃi.ˈɛɫ]) — парафія в Португалії, у муніципалітеті Віла-Флор. Розташована в північно-східній частині країни, на теренах історичної португальської провінції Трансмонтана. Входить до складу округу Браганса. За адміністративним поділом, чинним до 1976 року, терени парафії були складовою провінції Трансмонтана і Верхнє Дору. Належить до Брагансько-Мірандської діоцезії Католицької церкви. Патрон — Марія Магдалина. Площа — 34,7378 км². Населення — 640 ос. (2011). Слабо урбанізований регіон. Густота населення — 18,42 осіб/км²
. Код — 041005.

## Населення
| Кількість мешканців | Кількість мешканців | Кількість мешканців | Кількість мешканців | Кількість мешканців | Кількість мешканців | Кількість мешканців | Кількість мешканців | Кількість мешканців | Кількість мешканців | Кількість мешканців | Кількість мешканців | Кількість мешканців | Кількість мешканців | Кількість мешканців |
| ------------------- | ------------------- | ------------------- | ------------------- | ------------------- | ------------------- | ------------------- | ------------------- | ------------------- | ------------------- | ------------------- | ------------------- | ------------------- | ------------------- | ------------------- |
| 1864                | 1878                | 1890                | 1900                | 1911                | 1920                | 1930                | 1940                | 1950                | 1960                | 1970                | 1981                | 1991                | 2001                | 2011                |
| 896                 | 908                 | 1 375               | 1 108               | 1 155               | 1 025               | 1 107               | 1 291               | 1 541               | 1 286               | 1 109               | 1 176               | 964                 | 821                 | 640                 |